# Габрич, Янез
Я́нез Га́брич (нидерл. Janez Gabrič) — словенский музыкант, известный ударник. Прославился выступлениями, в частности, в группе Laibach и во множестве джаз-коллективов.

## Биография
Детство провёл в Нидерландах, учился в Роттердамской консерватории совместно со своим другом Эриком Маренче. Выступал в любительских джаз- и фанк-группах Laki Latino, Akos Laki, PULZ и квинтете Ратко Зяка. Сейчас выступает в группе Kubizmo. Был сессионным участником нескольких концертов индастриал-группы Laibach (в том числе и в Москве).